# Koncepcja monetarna
Koncepcja monetarna – jedna z koncepcji polityki dostosowawczej, wyjaśniająca powstawanie deficytu handlowego na skutek nadmiernej kreacji pieniądza. Według tego podejścia równowaga bilansu płatniczego jest przede wszystkim zjawiskiem pieniężnym. Koncepcja ta ukształtowała się na przełomie lat sześćdziesiątych i siedemdziesiątych XX w. jako kontynuacja tzw. szkoły chicagowskiej. Największy wpływ na jej powstanie miał R.A Mundell i H.G. Johnson.
Zgodnie z koncepcją monetarną, sytuacja w bilansie płatniczym pozostaje w ścisłym związku z równowagą podaży pieniądza i popytu na pieniądz. Można to przedstawić za pomocą prostego modelu:
{\displaystyle M_{d}=k\cdot P\cdot Y,}
{\displaystyle M_{s}=m\cdot (K+R),}
{\displaystyle P=e\cdot P',}
{\displaystyle M_{d}=M_{s},}
{\displaystyle B=\Delta R,}
gdzie:
{\displaystyle M_{d}} – popyt na pieniądz,
{\displaystyle M_{c}} – podaż pieniądza,
{\displaystyle P} – średni poziom cen,
{\displaystyle Y} – dochód narodowy,
{\displaystyle K} – krajowe aktywa bazy monetarnej,
{\displaystyle R} – rezerwy zagraniczne netto,
{\displaystyle k} – odwrotność współczynnika prędkości cyrkulacji pieniądza,
{\displaystyle e} – kurs walutowy,
{\displaystyle m} – odwrotność współczynnika rezerw bankowych,
{\displaystyle B} – saldo bilansu płatniczego.
Relację między kreacją pieniądza a poziomem rezerw można przedstawić za pomocą równania
{\displaystyle R={\frac {k}{m}}\cdot e\cdot P'Y-K,}
zgodnie z którym poziom rezerw, a więc i saldo bilansu płatniczego, przy założeniu o stałym kursie walutowym, stałym poziomie dochodu narodowego w krótkim okresie i stałości współczynników k i m, zależy od poziomu kredytu wewnętrznego udzielanego przez bank centralny.

## Przywrócenie równowagi bilansu płatniczego
Podstawowym sposobem przywrócenia równowagi bilansu płatniczego jest kontrola podaży pieniądza, zwłaszcza kontrola kredytu dla gospodarki i kredytu dla państwa. Ich ograniczenie można uzyskać poprzez limitowanie kredytów lub ustalenie dodatniej stopy procentowej, zmniejszającej popyt na kredyt i zwiększającej oszczędności wewnętrzne.